# キム・ローズ
キム・ローズ（Kimberly "Kim" Rhodes, 1969年6月7日 - ）は、アメリカの女優である。アメリカのソープオペラに多く出演している。

## 人物
キムはオレゴン州 ポートランドで 生まれ育った。フランクリン高校を卒業後南オレゴン大学に進み1991年に卒業した。テンプル大学からは美術の修士号を取得している 。スイート・ライフの撮影終了時に妊娠しており、俳優のトラヴィス・ホッジスと結婚。夫、娘とともにロサンゼルスに住む。

## 出演作品

### テレビ
- スーパーナチュラル（ジョディ・ミルズ）
- スイート・ライフ（キャリー・マリー・マーティン）
- CSI:科学捜査班
- WITHOUT A TRACE/FBI 失踪者を追え!
- クリミナル・マインド FBI行動分析課 #9、#13（リンダ・バーンズ）
- Colony (レイチェル)